# Néa Ionía (métro d'Athènes)
Néa Ionía (grec moderne : Νέα Ιωνία) est une station de la ligne 1 du métro d'Athènes. Elle est située, entre les rues Dionysios Solomos et Kalvou, sur le territoire de la municipalité de Néa Ionía, dans le district Athènes-Nord de la banlieue d'Athènes en Grèce.

## Situation sur le réseau

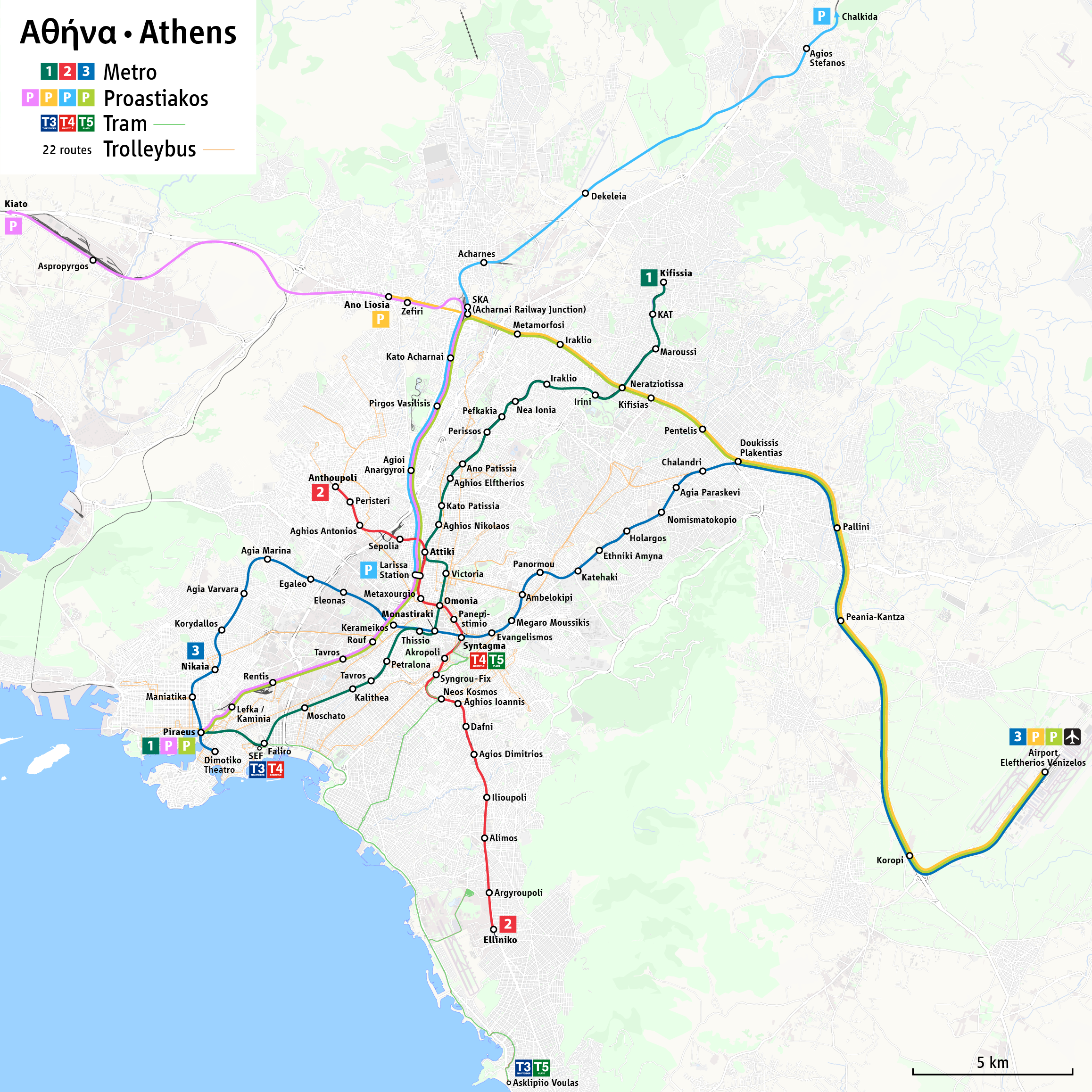
Plan des réseaux (2020)

Établie en surface, la station Néa Ionía est située sur la ligne 1 du métro d'Athènes, entre la station Pefkákia, en direction du terminus Le Pirée, et la station Iráklio, en direction du terminus Kifissiá.
Elle dispose, en direction de Kifissia, d'une voie de retournement équipée d'un quai de manœuvre, pouvant accueillir une rame de six voitures. Elle est utilisée rarement surtout en cas de clôture de la section en amont de la station.

## Histoire
La station Néa Ionía est mise en service 14 mars 1956. Elle comporte deux quais latéraux encadrant les deux voies de la ligne.
Elle est totalement réhabilitée pour les Jeux olympiques d'Athènes, fermée durant le chantier elle est rouverte le 6 mars 2003.

### Desserte

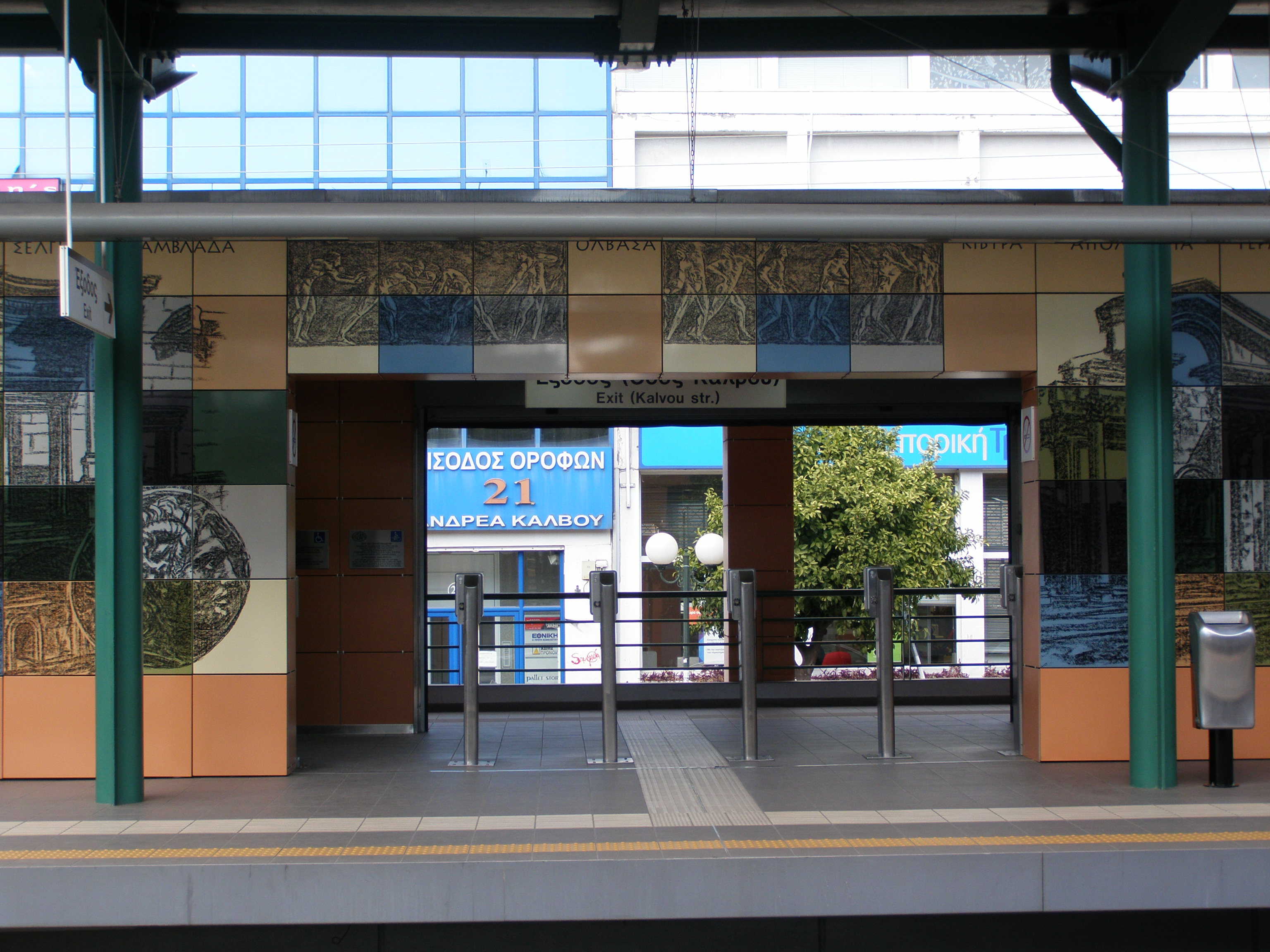
Un accès aux quais.

## Services aux voyageurs

### Intermodalité
Par un arrêt situé à proximité, elle est en correspondance avec les bus de la ligne : 605.